# 安田女子短期大学
安田女子短期大学（やすだじょしたんきだいがく、英語: Yasuda Women's College）は、広島県広島市安佐南区安東6-13-1に本部を置く日本の私立大学。1915年創立、1955年大学設置。大学の略称は安田、YWU。

## 概観

### 大学全体
- 広島県広島市安佐南区に所在する日本の私立短期大学で、設置主体は学校法人安田学園[1]。
- 1955年に開学。学科体制は最大で3学科を擁していたが、現在は1学科に規模縮小されている。主な系列校に安田女子大学があり、キャンパスはほぼ共同使用となっている。
- 2024年度の入学生を最後に[注釈 1]、短期大学としての使命を終えることが決定した。

### 建学の精神（校訓・理念・学是）
- 安田女子短期大学の学是は「柔しく剛く」となっている。

### 教育および研究
- 安田女子短期大学における教育
  - 保育科：｢教育心理学｣・｢発達心理学｣・｢保育原理｣・｢教育実習｣・｢保育実習｣など保育者として必要な諸科目を学ぶ。大学附属幼稚園での教育実習も行われている。

### 学風および特色
- 安田女子短期大学は大学と類似した学科が設置されており、短大卒業後は同系統の学部のある大学に編入学する学生が多い。

## 沿革
- 1915年
  - 安田リヨウによって安田学園（広島技芸女学校）が創立される[4]。
- 1930年
  - 4月25日 広島女子教員養成所が開校する[5]。
- 1951年
  - 3月10日 学校法人が成立する[6]。
- 1955年
  - 2月1日 左記を以て文部省[注 1]より短期大学の設置が認可される[注 2]。
  - 4月1日 安田女子短期大学が以下の学科体制にて開学[9]。
    - 保育科 入学定員30名
- 1958年
  - 5月1日 学生数[10]/定員
    - 保育科 89[注釈 2]/60
- 1961年
  - 4月1日 以下の学科を増設する[11]。
    - 家政科 入学定員40名

  - 5月1日 学生数[12]/定員
    - 保育科 111[注釈 2]/60
    - 家政科 ？[注 3]/40
- 1962年
  - 5月1日 学生数[13]/定員
    - 保育科 105[注釈 2]/60
    - 家政科 130[注釈 2]/80
- 1964年
  - 4月1日 以下、学科の増募あり[14]。
    - 保育科 30→50[注釈 3]
    - 家政科 40→80[注釈 3]

  - 5月1日 学生数[16]/定員
    - 保育科 128[注釈 2]/80
    - 家政科 164[注釈 2]/120
- 1965年
  - 5月1日 学生数[17]/定員
    - 保育科 173[注釈 2]/100
    - 家政科 246[注釈 2]/160
- 1972年
  - 4月1日 以下、学科の増募あり[注 4]。
    - 保育科 50→100
    - 家政科 80→100

  - 5月1日 学生数[22]/定員
    - 保育科 438[注釈 2]/150
    - 家政科 369[注釈 2]/180
- 1973年
  - 5月1日 学生数[23]/定員
    - 保育科 423[注釈 2]/200
    - 家政科 355[注釈 2]/200
- 1978年
  - 4月1日 以下、学科の増募あり[注 5]。
    - 保育科 100→150
    - 家政科 100→150

  - 5月1日 学生数[27]/定員
    - 保育科 353[注釈 2]/250
    - 家政科 352[注釈 2]/250
- 1985年
  - 5月1日 学生数[28]/定員
    - 保育科 384[注釈 2]/300
    - 家政科 404[注釈 2]/300
- 1986年
  - 4月1日 家政科の入学定員を150→250に増員する[注 6]。
  - 5月1日 学生数[34]/定員
    - 保育科 368[注釈 2]/300
    - 家政科 611[注釈 2]/400
- 1987年
  - 5月1日 学生数[35]/定員
    - 保育科 346[注釈 2]/300
    - 家政科 658[注釈 2]/500
- 1988年
  - 4月1日 以下の学科を増設する[注 7]。
    - 秘書科 入学定員50名[注 8]

  - 5月1日 学生数[41]/定員
    - 保育科 351[注釈 2]/300
    - 家政科 557[注釈 2]/500
    - 秘書科 60[注釈 2]/50
- 1989年
  - 5月1日 学生数[42]/定員
    - 保育科 362[注釈 2]/300
    - 家政科 609[注釈 2]/500
    - 秘書科 121[注釈 2]/100
- 1990年
  - 4月1日 秘書科の入学定員を50→100に増員[注 9]。
  - 5月1日 学生数[47]/定員
    - 保育科 380[注釈 2]/300
    - 家政科 654[注釈 2]/500
    - 秘書科 189[注釈 2]/150
- 1991年
  - 4月1日 家政科を生活科学科に改称[注 10]。
  - 5月1日 学生数[50]/定員
    - 保育科 366[注釈 2]/300
    - 生活科学科[注 11] 637[注釈 2]/500
    - 秘書科 256[注釈 2]/200
- 1992年
  - 5月1日 学生数[注 12]/定員
    - 保育科 341[注釈 2]/300
    - 生活科学科 570[注釈 2]/500
    - 秘書科 247[注釈 2]/200
- 1998年
  - 4月1日 以下、入学定員減あり[53]。
    - 保育科 150→100
    - 生活科学科 250→200

  - 5月1日 学生数[54]/定員
    - 保育科 311[注釈 2]/250
    - 生活科学科 562[注釈 2]/450
    - 秘書科 254[注釈 2]/200
- 1999年
  - 5月1日 学生数[55]/定員
    - 保育科 264[注釈 2]/200
    - 生活科学科 475[注釈 2]/400
    - 秘書科 261[注釈 2]/200
- 2000年
  - 4月1日 生活科学科の入学定員を200→170に減員[注 13]。
- 2002年
  - 4月1日 生活科学科の入学定員を170→155に減員[注 14]。
- 2003年
  - 特色ある大学教育支援プログラムに採択される。
  - 4月1日 以下の学科については、この年度で学生募集を最終とする[注 15]。
- 2004年
  - 1月 平成16年度大学入試センター試験参加短期大学の1校となる[注 16]。
- 2005年
  - 4月1日 保育科の入学定員を100→150に増員[注 17]。
- 2014年
  - 1月 平成26年度大学入試センター試験参加短期大学の1校となる[68]。
  - 4月1日 以下の学科については、この年度で学生募集を最終とする[注 18]。
    - 秘書科[注 19]
- 2015年
  - 1月 平成27年度大学入試センター試験参加短期大学の1校となる[73]。
  - 4月1日 ○○[注 20]。
- 2016年
  - 1月 平成28年度大学入試センター試験参加短期大学の1校となる[74]。
- 2024年
  - 4月1日 この年度で短期大学としての学生募集を最終とする[注釈 1]。

## 基礎データ

### 所在地
- 広島県広島市安佐南区安東6-13-1

### 交通アクセス
- アストラムライン 安東駅（安田女子大学前）から徒歩約4分[75]
  - アストラムライン：本通・県庁前・新白島駅・大町方面 - 安東駅 - 大塚・広域公園前方面

### 象徴
- ホームページほか右記資料も参照のこと[注 21]

## 教育および研究

### 組織

#### 学科
- 保育科 入学定員150名

##### 過去にあった学科
- 生活科学科 入学定員140名[注 22]
- 秘書科 入学定員100名[注 23]

#### 専攻科
- なし

#### 別科
- なし

##### 取得資格について
- 秘書科では卒業とともに、上級情報処理士、上級秘書士また医療秘書認定試験受験資格が所得できた。
- 保育士資格と幼稚園教諭二種免許状が保育科にて取得できる。
- 過去にあった生活科学科には中学校教諭二種免許状（家庭）が設置されていた[81][58]。

### 研究
- 『安田女子短期大学紀要』[82]
- 『血液流動性からみた歩行運動の疾病予防に関する実証研究』[83]
- 『三重県答志島の寝屋子制度における二次的親子関係と青年期発達の特徴』[84]

### 教育
- 特色ある大学教育支援プログラム
  - 2003年に採択される。

## 学生生活

### 部活動・クラブ活動・サークル活動
- 安田女子短期大学のクラブ活動[85]
  - 体育系：アーチェリー・弓道・ゴルフ・テニス
- 安田女子大学・ソフトボール・卓球ほか
  - 文化系：華道・陶芸・放送

### 学園祭
- 安田女子短期大学の学園祭は「まほろば祭」と呼ばれる[85]。

## 大学関係者と組織

### 大学関係者組織
- 安田女子短期大学には「唐花会」と称した同窓会組織がある。

### 大学関係者一覧

#### 出身者
- 岡本礼子 - 画家
- 松本裕見子 - ローカルタレント
- 橋本真帆 - グラビアアイドル

## 施設

### キャンパス
- 短大独自のキャンパスはなく、基本的にほぼ全て大学と共同使用となっている。

## 対外関係

### 他大学との協定

#### 日本
- 放送大学[86]

#### アメリカ
- カリフォルニア州立大学

#### ニュージーランド
- オタゴ・ポリテクニーク

### 系列校
- 安田女子大学

### 編入学・進学実績
- 系列の安田女子大学への編入学制度がある[85]。